# Bryomyces hemisphaericus
Bryomyces hemisphaericus är en svampart som beskrevs av Döbbeler 1978. Bryomyces hemisphaericus ingår i släktet Bryomyces och familjen Pseudoperisporiaceae.   Inga underarter finns listade i Catalogue of Life.